# Panicum humidorum
Panicum humidorum är en gräsart som beskrevs av Buch.-ham. och Joseph Dalton Hooker. Panicum humidorum ingår i släktet vipphirser, och familjen gräs. Inga underarter finns listade i Catalogue of Life.